# Poortgebouw (Rotterdam)

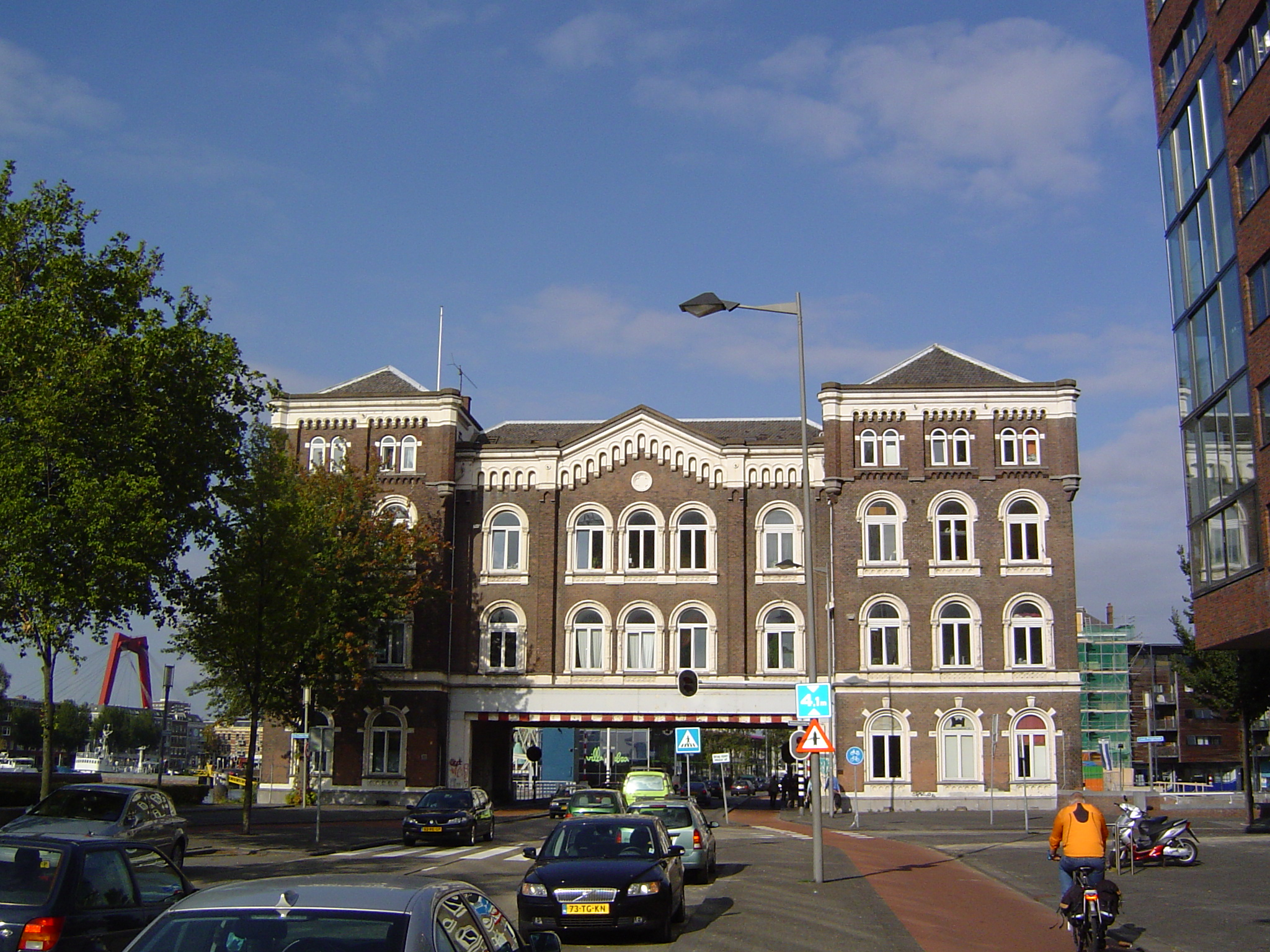
Poortgebouw in 2007 vanaf de Stieltjesstraat

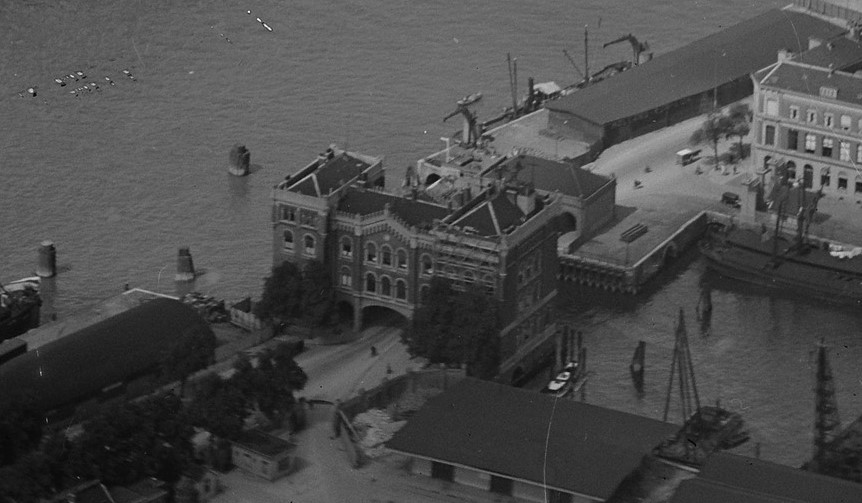
Het Poortgebouw, met het tweede poortgebouw aan de overzijde

Het Poortgebouw is een gebouw in Rotterdam-Zuid, dat over de Stieltjesstraat heen is gebouwd. Het ligt aan de brug over de Binnenhaven. Sinds 1986 is het opgenomen in het register van rijksmonumenten. 

## Geschiedenis
Het Poortgebouw werd in 1879 opgeleverd als hoofdkantoor van de  Rotterdamsche Handelsvereeniging (RHV) van Lodewijk Pincoffs. De architect was J.S.C. van de Wall. In 1882 kwam het onroerend goed van de Rotterdamsche Handelsvereeniging, waaronder het Poortgebouw, in handen van de gemeente Rotterdam. Het havencomplex aan de Binnenhaven en de Spoorweghaven werd toen de Gemeentelijke Handelsinrichtingen. De directie ervan werd in het Poortgebouw gevestigd. De ruimte die over bleef, werd aan derden verhuurd. Onder meer aan de Nederlandsch-Amerikaansche Stoomvaart-Maatschappij, nu de Holland-Amerika Lijn, die er tussen 1889 en 1901 onderdak voor de directie en het vrachtbureau vond.
In 1932 werd het na zijn oprichting het hoofdkantoor van het Havenbedrijf der Gemeente Rotterdam, waarin de Gemeentelijke Handelsinrichtingen opgingen.
Oorspronkelijk stond er aan de andere zijde van de brug over de Binnenhaven nog een tweede, veel kleiner poortgebouw, dat uitsluitend als poort diende. Deze poort heeft echter een relatief kort bestaan gehad.
Het Havenbedrijf der Gemeente Rotterdam, sinds 2004 het Havenbedrijf Rotterdam N.V., bleef er tot 1977 gevestigd.

## Plannen
In 1980 is overwogen een eroscentrum in te richten in het Poortgebouw. Dit plan is echter niet tot uitvoering gekomen. Tussen 1980 en 1982 werd het gebouw gekraakt, waarna er met de krakers een huurovereenkomst werd afgesloten. In 2005 is het slecht onderhouden gebouw aangekocht door een projectontwikkelaar, die het wilde renoveren en omvormen tot kantoorruimte. Op 30 maart 2010 oordeelde de gerechtshof in Den Haag dat de eigenaar de huidige bewoners niet mocht uitzetten.